# خوزه ایبار
خوزه ایبار (اسپانیایی: José Ibar‎؛ زادهٔ ۴ مهٔ ۱۹۶۹) بازیکن بیسبال اهل کوبا بود.